# Yankovets
Yankovets (en macédonien Јанковец) est un village du sud-est de la Macédoine du Nord, situé dans la municipalité de Resen. Le village comptait 1169 habitants en 2002.

## Démographie
Lors du recensement de 2002, le village comptait :
- Macédoniens : 1149
- Valaques : 7
- Turcs : 6
- Serbes : 6
- Autres : 1